# روسلان‌بک جیانوف
روسلان‌بک جیانوف (انگلیسی: Ruslanbek Jiyanov؛ زادهٔ ۵ ژوئن ۲۰۰۱) بازیکن فوتبال اهل ازبکستان است.
وی همچنین در تیم‌های ملی فوتبال زیر ۲۳ سال و بزرگسالان ازبکستان بازی کرده‌است.